# Marko Milovanović
Marko Milovanovic (ur. 2 grudnia 1994 w Belgradzie) – serbski wioślarz.

## Osiągnięcia
- Mistrzostwa Świata – Linz 2008 – dwójka ze sternikiem – 8. miejsce[1].